# Federico Bonola
El Cavaliere Federico Bonola (Milà, 1839 – El Caire, 16 de desembre de 1912), que més endavant rebé el títol de bei, va ser un explorador i geògraf italià. Fou també el creador del Museu etnogràfic del Caire i era membre de l'Institut egipci. També s'havia destacat durant la seva joventut, a mitjans del segle xix, lluitant a favor de la unitat d'Itàlia.

## Biografia
Federico Bonola va nàixer a Milà el 1839. Estudià dret a la Universitat de Pavia. Quan obtingué el seu doctorat es feu advocat. El seu germà petit Carlo, nascut el 1854, fou un escriptor de teatre en milanès que tingué cert èxit al seu país.
Federico s'enllistà a les tropes garibaldines a favor de la unitat d'Itàlia i, un cop s'aconseguí la unitat, va participar en les diverses campanyes contra el bandidatge al sud de la península italiana. Arran de tot això rebé la Creu de la Corona d'Itàlia.
Començà aleshores a escriure diversos llibres sobre el patriotisme italià entre 1866 i 1870.
El 1873 se n'anà a Egipte i, fent-hi d'explorador, formà part de diverses expedicions que es feien aleshores als encontorns del Nil. Ingressà a la Societat khedivial de geografia quan aquesta es va fundar el 1875 gràcies a la seva contribució i a la del metge sicilià Onofrio Abbate, i en va ser el vice-secretari. Més endavant, el 1879 esdevingué secretari general d'aquesta entitat.
Publicà diversos articles periodístics sota el pseudònim de "Febo" i era membre corresponsal de la Societat de Geografia comercial de París i de la Societat d'etnografia de la capital francesa.
A conseqüència de la seva experiència, fou encarregat de la creació del Museu etnogràfic del Caire que va inaugurar el 1898 el khediv Abbas Hilmi II.

## Obres
- I patrioti italiani, 4 vol. (1866-1870)
- I Cisalpini (1869)
- Saggio di statistica apistica italiana (1873)